# 해삼목
해삼목은 해삼류의 하위 분류이다.

## 하위 과

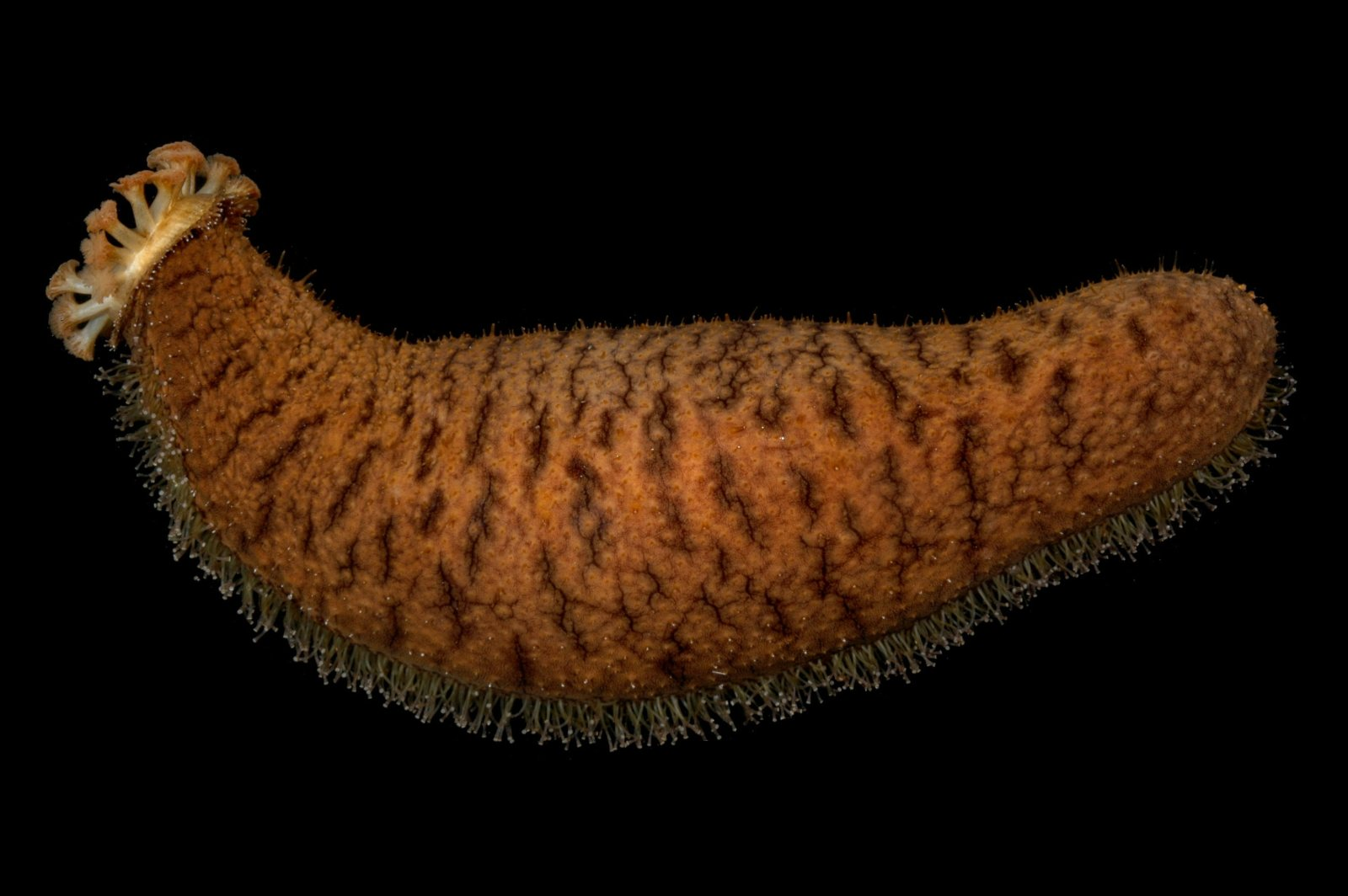
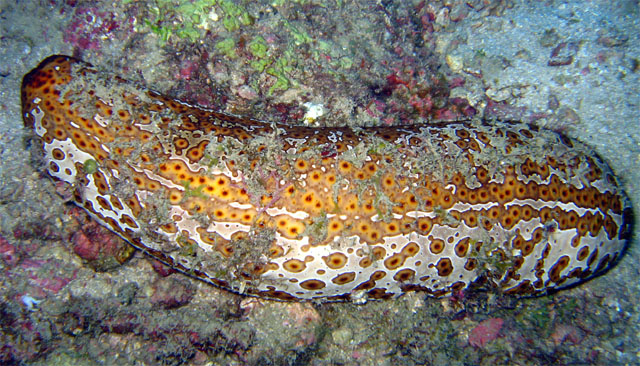
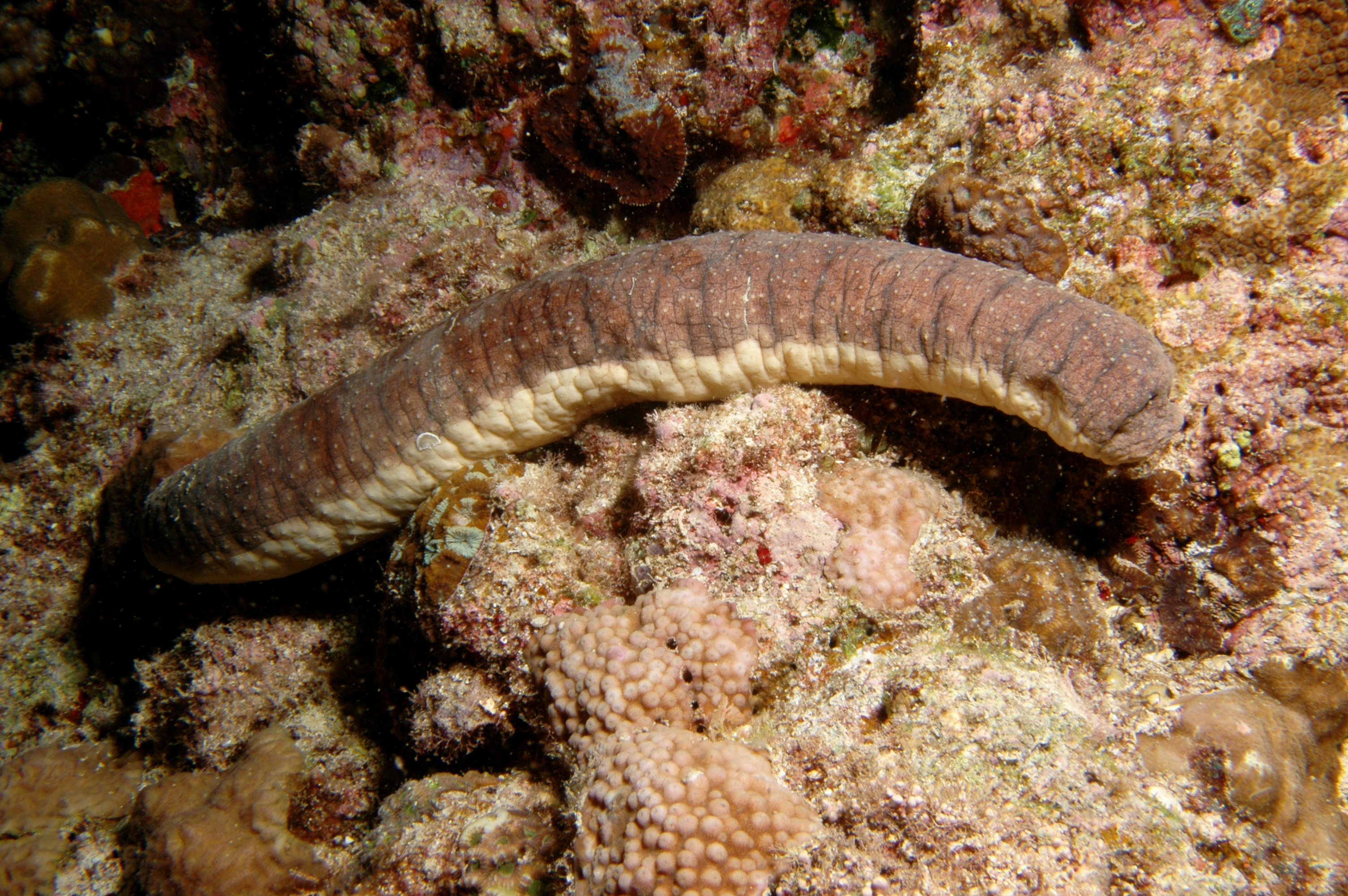
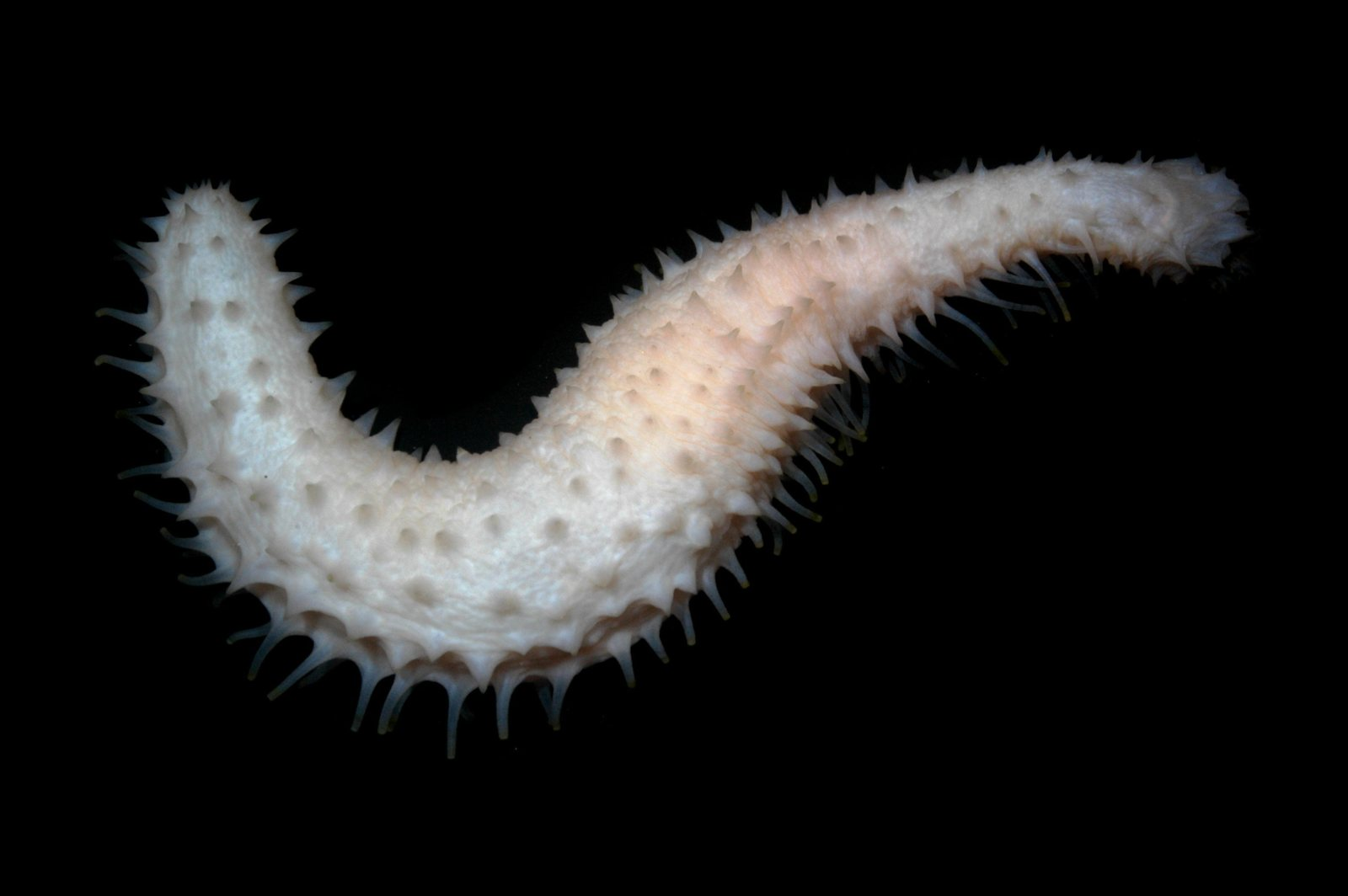
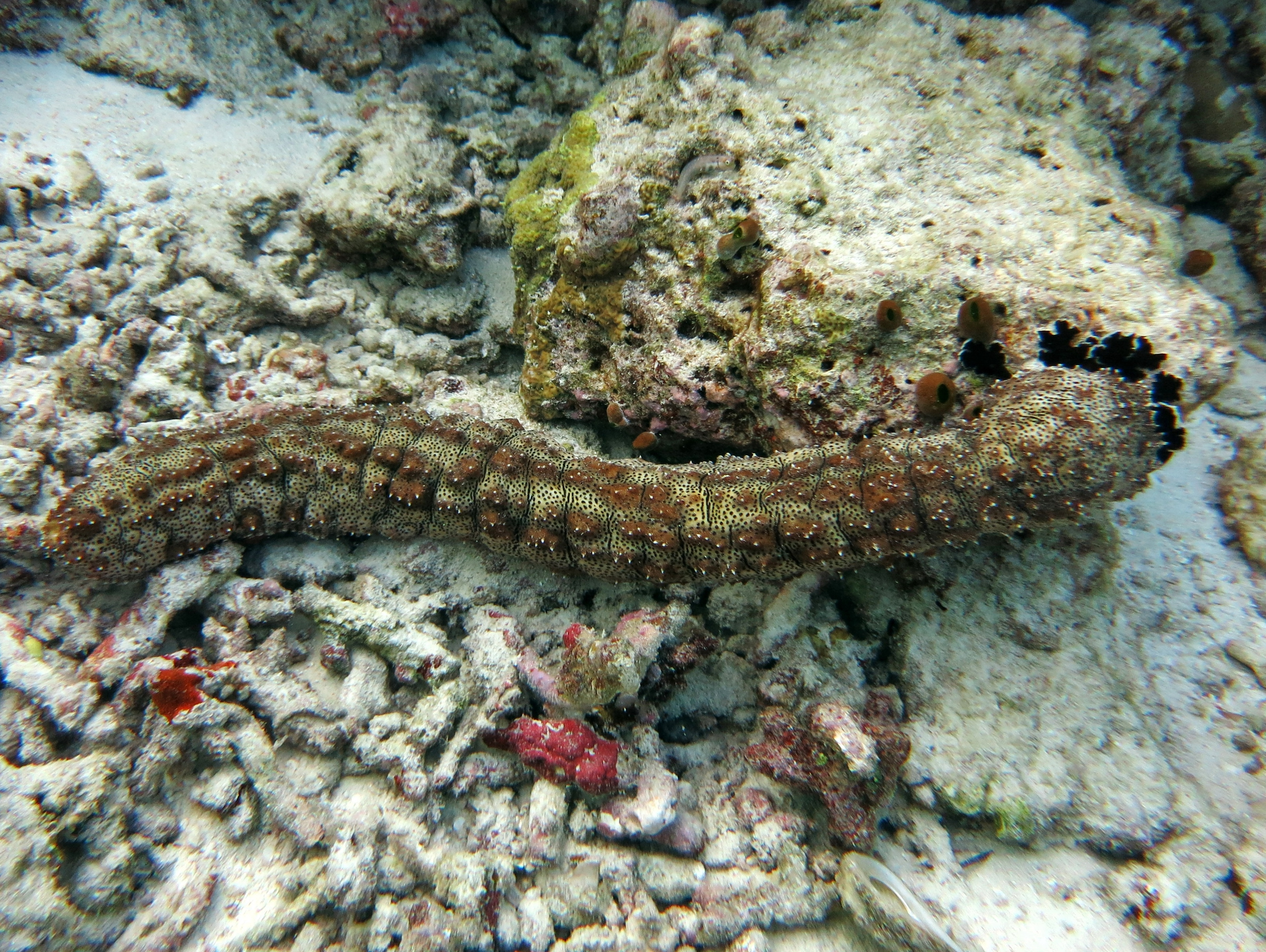
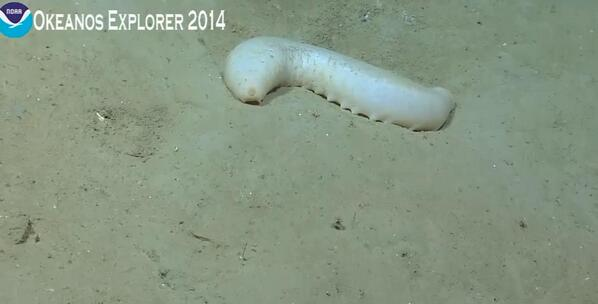

- 해삼과